# Susanne Schuster
Susanne Schuster (* 9. Mai 1963 in Bietigheim) ist eine ehemalige deutsche Schwimmerin, die für die Bundesrepublik Deutschland startete. Sie gewann 1984 eine olympische Medaille.
Susanne Schuster schwamm für den SV Bietigheim. 1978 gewann sie bei den Jugendeuropameisterschaften zwei Silbermedaillen über 100 und 400 Meter Freistil. Bei den Schwimmweltmeisterschaften 1978 in Berlin trat sie über 400 Meter Freistil an, verpasste aber als 17. knapp das B-Finale. 1981 belegte sie bei den Europameisterschaften in Split den achten Platz über 200 Meter Freistil; die bundesdeutsche 4-mal-100-Meter-Freistilstaffel in der Besetzung Marion Aizpors, Karin Seick, Ute Neubert und Susanne Schuster gewann Silber hinter der Staffel aus der DDR.
Bei den Europameisterschaften 1983 in Rom belegte Schuster über 100 Meter Freistil den siebten Platz. Die Staffelentscheidung gewann die DDR-Staffel vor den Niederländerinnen, Dritte wurden Karin Seick, Susanne Schuster, Iris Zscherpe und Ina Beyermann. Auch bei den Olympischen Spielen 1984 in Los Angeles schwamm Schuster über 100 Meter Freistil auf den siebten Platz. Das Staffelrennen gewannen die US-Amerikanerinnen vor den Niederländerinnen, die Bronzemedaille erhielten Iris Zscherpe, Susanne Schuster, Christiane Pielke und Karin Seick. In der gleichen Besetzung erreichte die Staffel 1985 bei den Europameisterschaften in Sofia den zweiten Platz hinter der DDR-Staffel.
1986 und 1987 gewann Susanne Schuster den Deutschen Meistertitel über 100 Meter Schmetterling. Bei den Europameisterschaften 1987 in Straßburg trat sie deshalb in der Lagenstaffel an, in der Besetzung Svenja Schlicht, Britta Dahm, Susanne Schuster und Christiane Pielke gewann die Staffel die Bronzemedaille hinter der DDR-Staffel und den Italienerinnen.